# Ademilson
Ademilson Braga Bispo Junior (ur. 9 stycznia 1994 w Cubatão) – brazylijski piłkarz występujący na pozycji napastnika, zawodnik Gamba Osaka.

## Życiorys

### Kariera klubowa
Od 2012 roku występował w São Paulo FC, Yokohama F. Marinos i Gamba Osaka.
1 stycznia 2017 podpisał kontrakt z japońskim klubem Gamba Osaka, umowa do 31 stycznia 2020; kwota odstępnego 2,99 mln euro.

### Kariera reprezentacyjna
Był reprezentantem Brazylii w kategoriach wiekowych: U-17, U-20 i U-23.

## Sukcesy

### Klubowe
São Paulo FC
- Zwycięzca Copa Sudamericana: 2012
- Zdobywca drugiego miejsca Campeonato Brasileiro Série A: 2014
- Zdobywca drugiego miejsca Recopa Sudamericana: 2013
- Zdobywca drugiego miejsca Copa Suruga Bank: 2013

Gamba Osaka
- Zdobywca drugiego miejsca Pucharu Ligi Japońskiej: 2016
- Zdobywca drugiego miejsca Superpucharu Japonii: 2016

### Reprezentacyjne
Brazylia U-20
- Zwycięzca Turnieju w Tulonie: 2013, 2014